# مشاوره خیانت
الگو:در حال توسعه
مشاوره خیانت یکی از زیرشاخه‌های زوج‌درمانی و روان‌درمانی است که به زوج‌هایی که با تجربهٔ خیانت در رابطه مواجه شده‌اند، کمک می‌کند تا بحران عاطفی ناشی از آن را مدیریت کرده و دربارهٔ آینده رابطه تصمیم‌گیری آگاهانه‌تری بگیرند.

## تعریف خیانت
در زمینه روان‌شناسی، خیانت معمولاً به نقض تعهدات عاطفی یا جنسی در رابطهٔ زناشویی یا عاطفی گفته می‌شود. خیانت می‌تواند شکل‌های مختلفی داشته باشد، از جمله:
- خیانت عاطفی (emotional infidelity)
- خیانت جنسی (sexual infidelity)
- خیانت مجازی یا آنلاین
- پنهان‌کاری مالی یا رفتاری

## اهداف مشاوره خیانت
مشاوره خیانت تلاش می‌کند تا:
- فضای امنی برای ابراز احساسات هر دو طرف فراهم کند
- به زوجین کمک کند علت‌ها و زمینه‌های بروز خیانت را شناسایی کنند
- مهارت‌های ارتباطی و تنظیم هیجان را ارتقاء دهد
- اعتماد ازدست‌رفته را بازسازی کند (در صورت تمایل طرفین)
- به زوج‌ها در تصمیم‌گیری برای ادامه یا پایان رابطه کمک کند

## مراحل رایج در فرایند درمان
مشاوره خیانت اغلب به‌صورت مرحله‌ای انجام می‌شود: 1. **مرحله بحرانی:** پردازش اولیه احساساتی مانند خشم، شوک، غم و اضطراب 2. **مرحله کاوش:** بررسی علل و زمینه‌های فردی و بین‌فردی خیانت 3. **مرحله بازسازی یا تصمیم‌گیری:** کمک به زوج برای بازسازی رابطه یا پایان دادن به آن به شیوه‌ای سالم

## رویکردهای درمانی
- درمان شناختی-رفتاری زوجی
- درمان متمرکز بر هیجان (EFT)
- درمان مبتنی بر پذیرش و تعهد (ACT)
- درمان با رویکرد بین‌فردی (IPT)

## چالش‌ها
مشاوره خیانت ممکن است با چالش‌هایی مانند:
- مقاومت یکی از طرفین برای مراجعه
- احساس گناه یا شرم شدید
- فشارهای فرهنگی یا خانوادگی برای حفظ یا قطع رابطه

روبرو باشد. به همین دلیل، مشاور نیازمند برخوردی بدون قضاوت و همراه با همدلی است.